# Bázakerettye
Bázakerettye [báza-keretě] (chorvatsky Kerek) je lázeňská obec v Maďarsku v župě Zala, spadající pod okres Letenye. Nachází se asi 11 km severovýchodně od Letenye, 26 km severozápadně od města Nagykanizsa, 44 km jihozápadně od Zalaegerszegu a asi 234 km jihozápadně od Budapešti. V roce 2015 zde žilo 809 obyvatel, z nichž většinu tvoří Maďaři.

## Geografie
Bázakerettye se nachází v Zalské pahorkatině, pramení zde potok Báza-réti-patak, který se vlévá do potoka Alsó-Válicka. Obec se skládá z částí Báza, Kerettye a Nagyhegy.
V části Kerettye se nachází kostel Jména Panny Marie, v části Báza kaple Nanebevzetí Panny Marie. Na jihovýchodě části Kerettye se nacházejí termální lázně.

## Historie
Obec Bázakerettye existuje od roku 1937, vznikla spojením dvou dříve samostatných obcí – Báza a Kerettye. Vesnice Báza byla poprvé zmíněna v roce 1352, vesnice Kerettye rok poté.
V 16. století patřilo území šlechtickému rodu Kerecseny. V době tureckých válek byla osada pravděpodobně řídce osídlena a poté byly obě vesnice znovu osídleny počátkem 18. století. V té době byla centrem regionu dnešní obec Bánokszentgyörgy. V 19. století se celá oblast stala extrémně zaostalou částí Maďarska.
V roce 1923 v obci proběhl zkušební vrt pro hledání ropy, ta zde ovšem nebyla nalezena. V roce 1937 se však podařilo najít v blízkosti obce první maďarské ropné pole, které také sloužilo jako zdroj metanu. Do roku 1938 byly v nově sjednocené osadě provedeny celkem 3 vrty, většinou mezi Bázou a Kerettye. Kvůli vyčerpání zásob však ropné pole brzy ztratilo svůj význam. Později byla nalezena nová ropa v hlubších vrstvách, díky čemuž se obec v 60. a 70. letech 20. století stala jedním z nejvyspělejších sídel v oblasti. Dnes jsou ropná pole z velké části vyčerpaná. Další rozvoj zajistil objev termálního pramene v 90. letech 20. století.

## Obyvatelstvo
V roce 2011 tvořili zdejší obyvatelstvo z 98,3 % Maďaři, z 0,61 % Němci a z 0,46 % Romové. Z náboženství výrazně převažuje římskokatolické křesťanství, které vyznává 52,6 % obyvatel, 0,7 % obyvatel vyznává evangelické křesťanství, 0,6 % reformované křesťanství, 7,83 % obyvatel je bez náboženského vyznání a 38,2 % obyvatel se ke své víře nevyjádřilo.

## Doprava
Obcí procházejí vedlejší silnice 7537 a 7540. Silnice 7537 vede přes celou obec a spojuje ji s obcemi Borsfa a Lispeszentadorján. Silnice 7540 prochází pouze částí Kerettye a spojuje ji s obcí Kistolmács. Prochází zde železniční trať končící v obci Kistolmács, nacházejí se zde na ní dvě zastávky – Bázakerettye alsó (dolní) a Bázakerettye felső (horní).

## Sousední obce
| Růžice kompasu | Lasztonya         |              | Bánokszentgyörgy | Růžice kompasu |
| Růžice kompasu | Lispeszentadorján | Sever        |                  | Růžice kompasu |
| Růžice kompasu | Lispeszentadorján | Bázakerettye |                  | Růžice kompasu |
| Růžice kompasu | Lispeszentadorján | Jih          |                  | Růžice kompasu |
| Růžice kompasu | Kiscsehi          | Kistolmács   | Borsfa           | Růžice kompasu |